# (7124) Glinos
(7124) Glinos est un astéroïde de la ceinture principale.

## Description
(7124) Glinos est un astéroïde de la ceinture principale. Il fut découvert le 24 juillet 1990 à l'Observatoire Palomar par Henry E. Holt. Il présente une orbite caractérisée par un demi-grand axe de 3,14 UA, une excentricité de 0,04 et une inclinaison de 17,9° par rapport à l'écliptique.

## Compléments